# 호카이

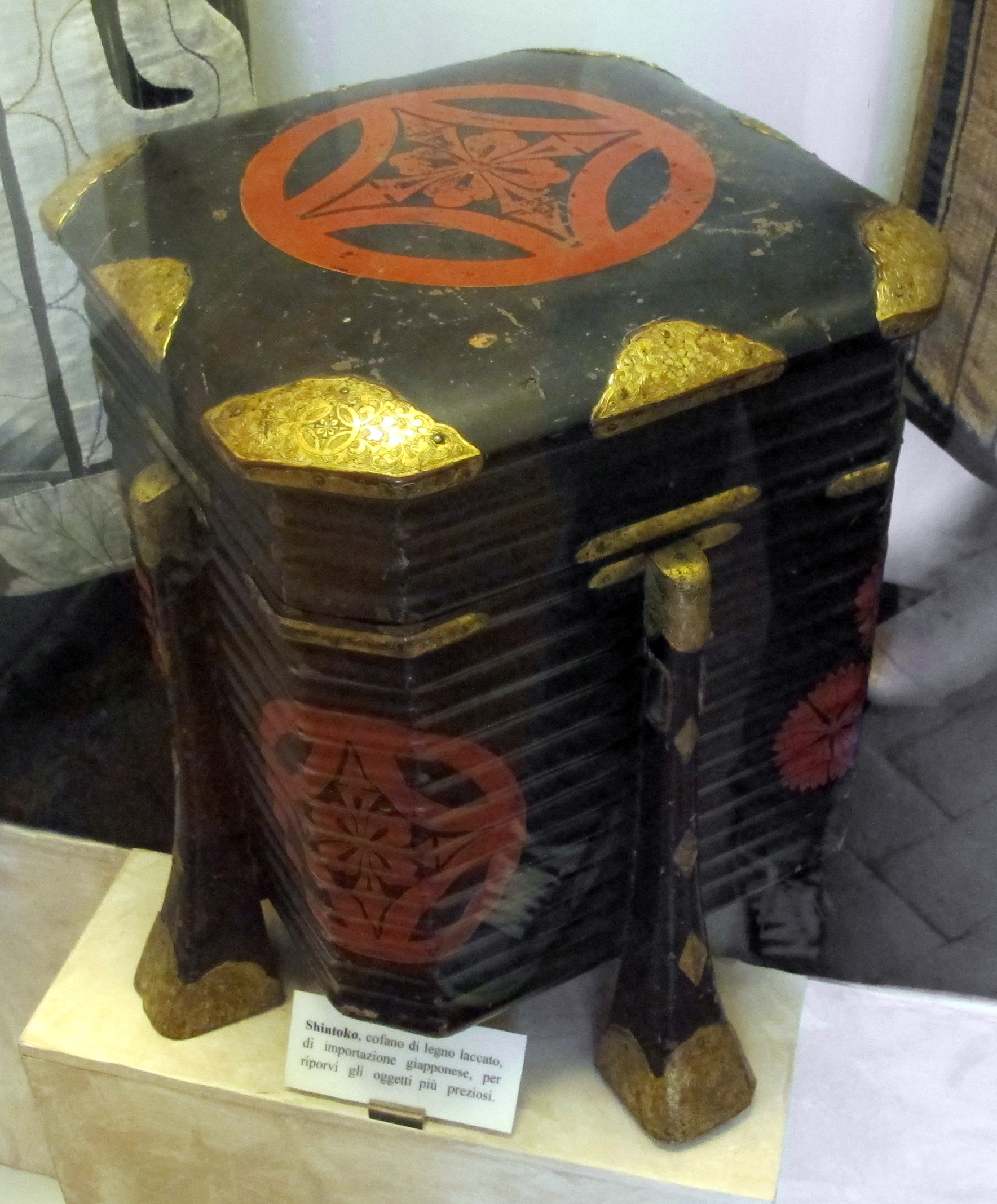
이탈리아 피렌체의 박물관에 소장된 신토코. 아이누 문화의 하나로 소개되어있다.

호카이(行器/外居, ほかい) 혹은 신토코(아이누어 シントコ)는 일본 중세부터 근세까지 음식을 운반하기 위해 사용된 용기로 칠기의 일종이다.

## 개요
호카이는 지름 3,40㎝ 내외의 원통형으로 3~4개의 다리와 뚜껑을 가진 칠기다. 이름이 된 호카이「ほかい」는 축하하다라는 호카우「ほかう」의 명사형으로 원래 신사나 절에서 음식인 신찬(神饌)을 바칠때 사용하는 그릇이었다. 이후 공물 외에도 소풍이나 행사나갈 때 음식을 담는 용도로 사용되어 소풍 그릇「行楽の器」이라는 이름이 호카이(行器)로 정착한 것이다. 이후 밖에 나갈때 쓰는 그릇「外に居る際の器」이 줄어들어 「外居」라는 한자로도 표기하게 되었다. 들고 이동할 때는 뚜껑을 다리에 잘 묶은 뒤 멜대(天秤棒)로 고정하여 들고다녔다.
호카이는 이미 헤이안 시대부터 사용되었다. 중세 풍속이 기록된 『春日権現験記』에 두 사람이 멜대를 이용해 운반중인 그림이 남아있다. 이 시대의 호카이는 목재를 휘는 것이 어려웠던 것인지 형태가 간소하다.
근세 이후 민간에서 출산이나 환갑 축하를 위해 팥밥과 만두를 호카이에 담기 시작했다. 호카이는 집안의 품격을 나타내는 것으로 이후 무늬를 복잡하게 넣는등 여러 기교가 생겨났다.
나가노현 사쿠시 근처에서는 호카이(혹은 호케이)라 부르는 풍습이 있었다. 장례식 참여자들이 호카이에 백미나 쌀가루 등을 넣고 부의금과 함께 영전에 바치는 것이었다. 꼭 호카이에 넣지 않고 종이봉투에 담았더라도 호카이라고 불렀다. 이렇게 모인 쌀 등을 호케조에(行器添, ホケーゾエ)라고 불렀다.

## 아이누 문화

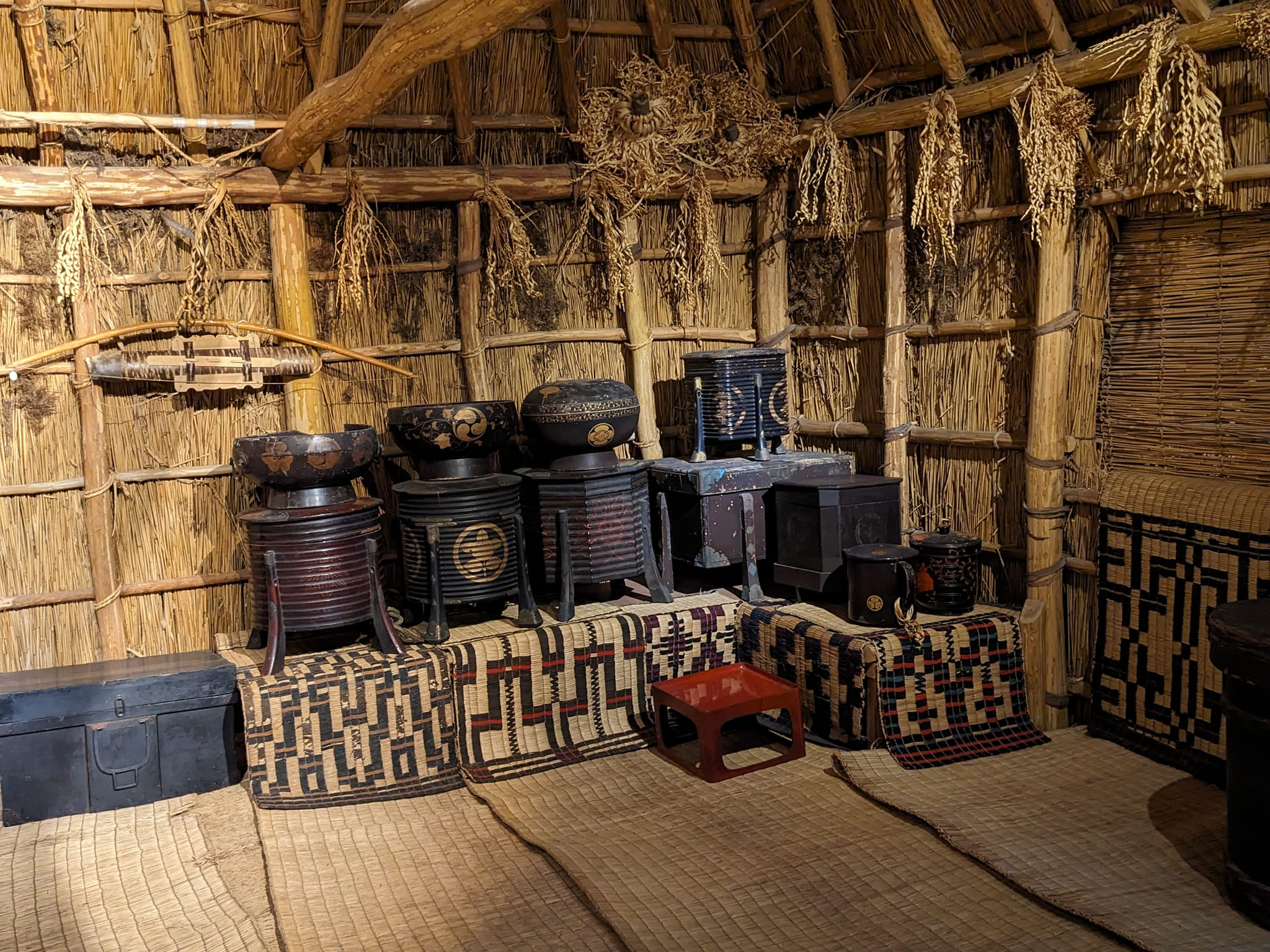
삿포로시 아쓰베쓰구의 홋카이도 개척 기념관에 있는 아이누 전통가옥인 치세(チセ). 방 동북쪽에 놓은 귀중품 선반(宝物棚, イヨイキリ)에 신토코와 다른 칠기가 놓여있다.

근세 이후 홋카이도와 사할린섬의 아이누 사람들은 본토에서 유입된 이탄키(椀), 옷치케(膳/折敷), 에투눗푸(片口, エトゥヌップ), 에츄시(湯桶, エチュシ) 등을 보물(宝物, イコロ)이라 부르며 소중히 다루었다. 그중 신토코가 가장 중요시되었다. 제사(先祖供養, イオマンテ/イチャルパ)나 집을 처음 지을때(新築祝い, チセイノミ)처럼 중요한 행사에서는 신토코를 행사용기로 사용했고 도부로쿠(トノト)라는 술을 담가 카무이 신에게 바친 뒤 손님들과 나눠마셨다. 신토코는 보물이지만 답례품이기도 했으며 종종 마을의 소규모 재판(談判/裁判, チャランケ)에서 질 경우 배상품으로 시용되기도 했다.
아이누 사회에서는 칠기류를 많이 소유한 집이 사냥운이 좋거나 장사수완이 좋은 집으로 간주되었고 인덕이 있는 집으로 보았다. 특히 신토코의 숫자는 그 집의 품격을 나타냈다.

## 참고 문헌
- 岩井宏實 (1994). 《ものと人間の文化史75　曲物》. 法政大学出版局. ISBN 978-4588207518.
- 四柳嘉章 (2009). 《漆の文化史》. 岩波新書. ISBN 978-4004312239.
- 佐々木利和 (2001). 《アイヌ文化誌ノート》. 吉川弘文館. ISBN 978-4642055284.